# Die Bachelorette
Die Bachelorette (englisch für Junggesellin) ist eine Datingshow, die bei RTL – seit 2024 nur auf RTL+ – ausgestrahlt wird. In ihr soll eine attraktive Junggesellin einen Lebenspartner finden. Die Bachelorette lehnt sich an das US-amerikanische Format The Bachelorette bei ABC an, das ab 2003 produziert wurde. Bisher wurden elf Staffeln produziert.

## Ablauf
In Gruppen- und Einzeldates lernen sich die Junggesellin und die Kandidaten in gehobener Umgebung kennen. Bis der Gewinner ermittelt ist, finden die Nacht der Rosen genannten Eliminationsrunden statt. Dazu überreicht die Junggesellin vorwiegend zum Ende einer Sendung Rosen an ihre Favoriten, verbunden mit der Frage: „Nimmst du diese Rose an?“. Da weniger Rosen zur Verfügung stehen als sich noch Kandidaten im Rennen befinden, scheiden die Verehrer, die keine Rose angeboten bekommen, zum Ende der jeweiligen Folge aus. Durch Ablehnen der Rose kann ein Teilnehmer sein Ausscheiden selbst herbeiführen.

## Mitwirkende
| Staffel   | Moderation / Off-Sprecher       | Moderation / Off-Sprecher |
| Staffel   | Folgen                          | Das große Wiedersehen     |
| --------- | ------------------------------- | ------------------------- |
| 1 (2004)  | Arne Jessen                     |                           |
| 2 (2014)  | Robert Steudtner (Off-Sprecher) |                           |
| 3 (2015)  | Robert Steudtner (Off-Sprecher) |                           |
| 4 (2017)  | Robert Steudtner (Off-Sprecher) |                           |
| 5 (2018)  | Robert Steudtner (Off-Sprecher) | Frauke Ludowig            |
| 6 (2019)  | Robert Steudtner (Off-Sprecher) | Frauke Ludowig            |
| 7 (2020)  | Robert Steudtner (Off-Sprecher) | Frauke Ludowig            |
| 8 (2021)  | Robert Steudtner (Off-Sprecher) | Frauke Ludowig            |
| 9 (2022)  | Robert Steudtner (Off-Sprecher) | Sophia Thomalla           |
| 10 (2023) |                                 | Frauke Ludowig            |
| 11 (2024) |                                 |                           |

Während der Staffeln 5–10 wurde innerhalb der letzten Folge die Aftershow Die Bachelorette – Das große Wiedersehen ausgestrahlt, moderiert von Frauke Ludowig, in Staffel 9 von Sophia Thomalla.
Seit Staffel 10 wird die Sendung ohne Off-Sprecher begleitet.

## Staffeln

### Übersicht
| Staffel | Ausstrahlung | Ausstrahlung | Ausstrahlung | Folgen inkl. Aftershow | Bachelorette    | Alter | Gewinner              | Alter | Monate Beziehung* |
| Staffel | Beginn       | Ende         | Jahr         | Folgen inkl. Aftershow | Bachelorette    | Alter | Gewinner              | Alter | Monate Beziehung* |
| ------- | ------------ | ------------ | ------------ | ---------------------- | --------------- | ----- | --------------------- | ----- | ----------------- |
| 01      | 10. Nov      | 22. Dez      | 2004         | 7                      | Monica Ivancan  | 27    | Mark Quinkenstein     | 32    | 0                 |
| 02      | 16. Jul      | 27. Aug      | 2014         | 7                      | Anna Hofbauer   | 26    | Marvin Albrecht       | 26    | 29                |
| 03      | 08. Jul      | 26. Aug      | 2015         | 8                      | Alisa Persch    | 27    | Patrick Cuninka       | 24    | 06                |
| 04      | 14. Jun      | 26. Jul      | 2017         | 7                      | Jessica Paszka  | 27    | David Friedrich       | 27    | 02                |
| 05      | 18. Jul      | 05. Sep      | 2018         | 8                      | Nadine Klein    | 32    | Alexander Hindersmann | 29    | 01                |
| 06      | 17. Jul      | 04. Sep      | 2019         | 8                      | Gerda Lewis     | 26    | Keno Rüst             | 28    | 01                |
| 07      | 14. Okt      | 09. Dez      | 2020         | 8                      | Melissa Damilia | 24    | Leander Sacher        | 22    | 11                |
| 08      | 14. Jul      | 15. Sep      | 2021         | 9                      | Maxime Herbord  | 26    | Raphael Fasching      | 23    | 01                |
| 09      | 15. Jun      | 28. Jul      | 2022         | 8                      | Sharon Battiste | 30    | Jan Hoffmann          | 31    | 21                |
| 10      | 12. Jul      | 30. Aug      | 2023         | 8                      | Jennifer Saro   | 27    | Fynn Kunz             | 25    | 04                |
| 11      | 26. Aug      | 04. Nov      | 2024         | 12**                   | Stella Stegmann | 26    | Devin Dayan           | 28    | 0                 |

* Angegeben ist die Zeitspanne zwischen Finale und der Bekanntgabe der Trennung in abgerundeten ganzen Monaten

** Es gab keine Aftershow-Folge, stattdessen einen Aftershow-Podcast bei RTL+.

### Staffel 1

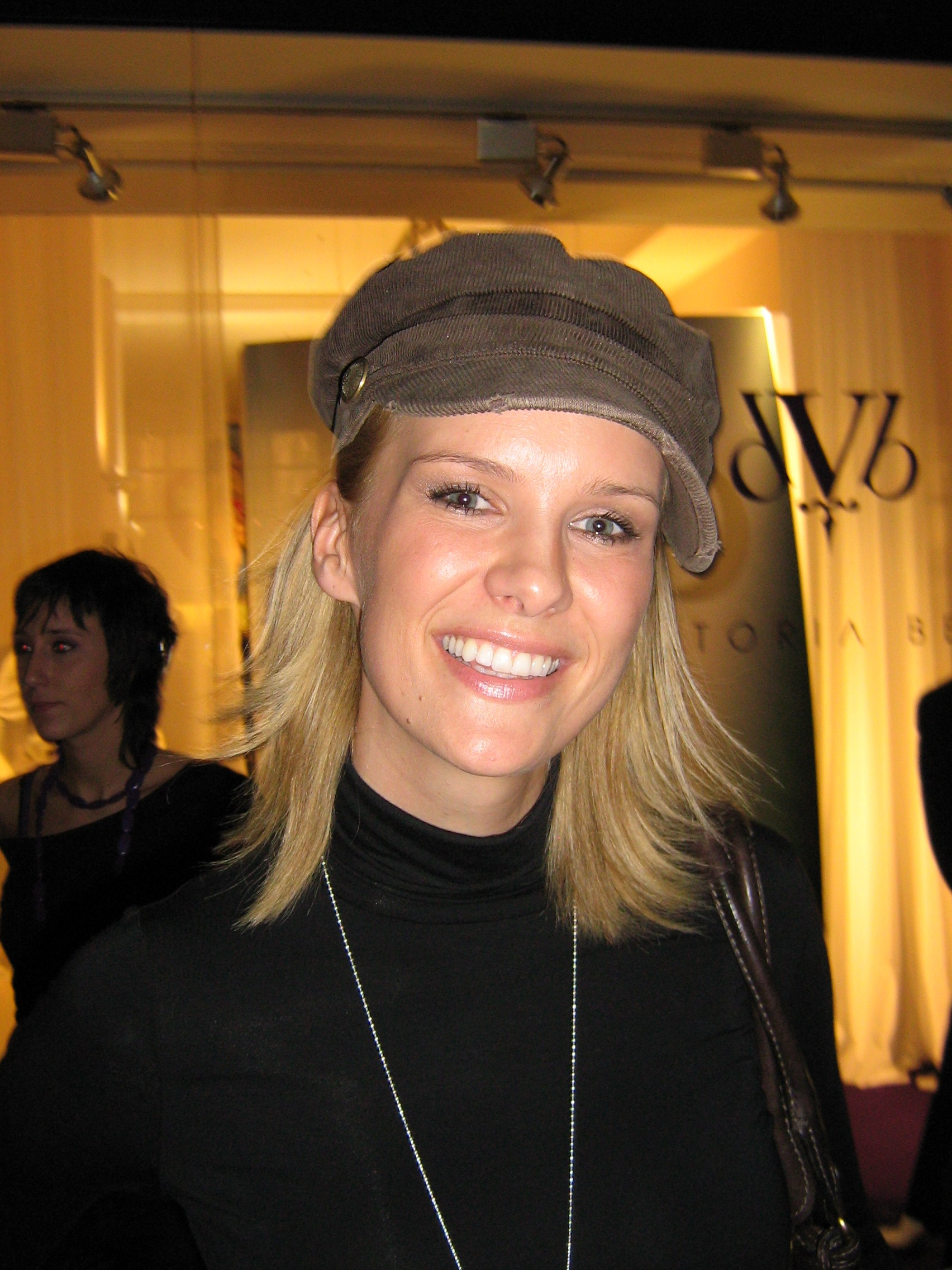
Monica Ivancan, erste Bachelorette, im Oktober 2008
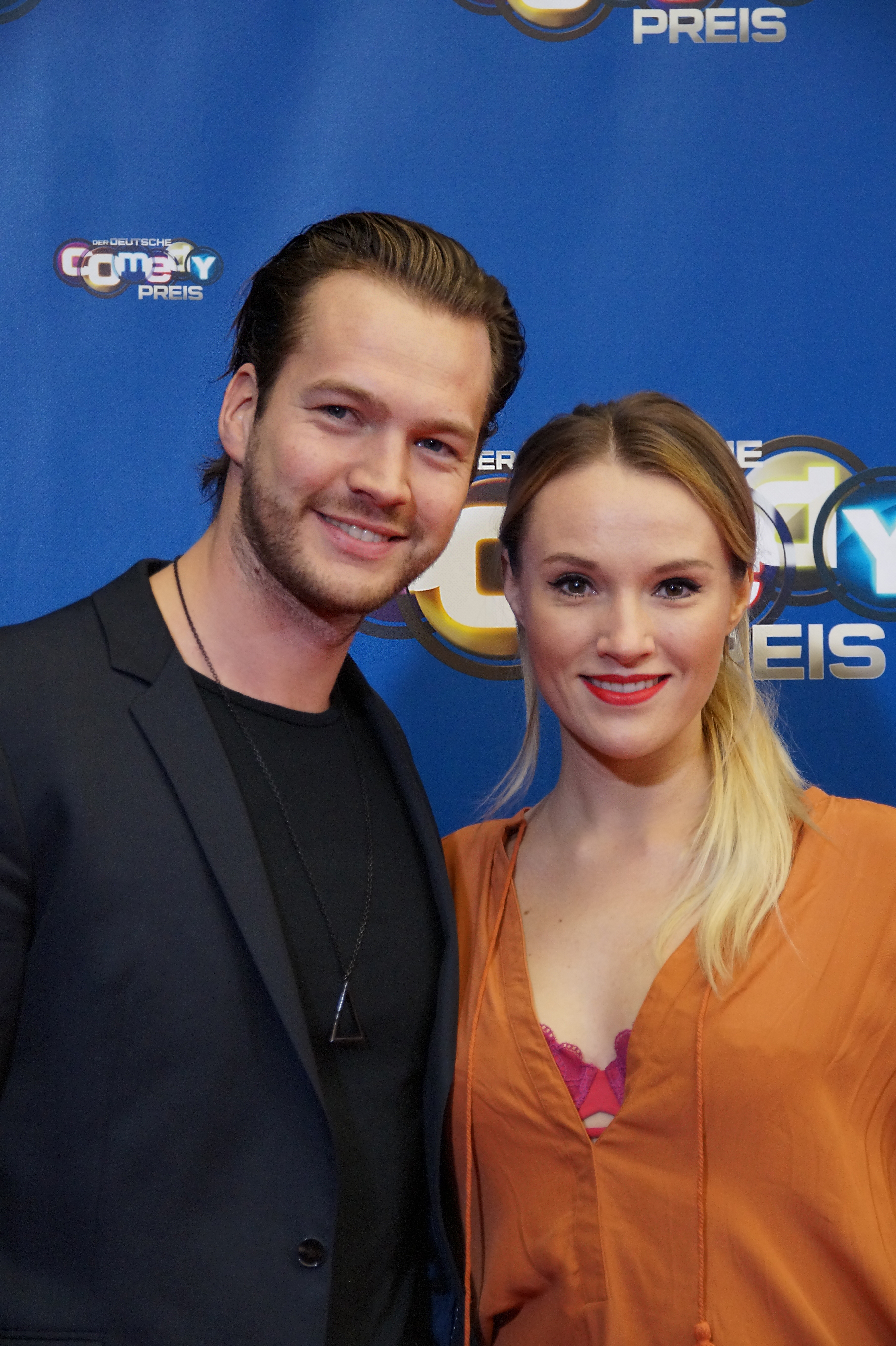
Anna Hofbauer, zweite Bachelorette, mit Marvin Albrecht im Oktober 2016

Vom 10. November bis zum 22. Dezember 2004 strahlte RTL unter dem Titel Bachelorette – Die Traumfrau das Pendant zu Der Bachelor aus. Moderiert wurde die erste Staffel von Arne Jessen.
In der in einer Villa an der Côte d’Azur gedrehten Staffel buhlten 25 Männer in sieben Folgen um die Gunst der 27-jährigen Monica Ivancan. Gewinner war der 32-jährige Polizist Mark Quinkenstein. Zwischen beiden entwickelte sich eine dreiwöchige Affäre, die lange vor Beginn der Ausstrahlung beendet war.

#### Einschaltquoten
Eine unvollständige Darstellung der Einschaltquoten der ersten Staffel veranschaulicht folgende Tabelle:
| Datum                      | Zuschauer | Zuschauer       | Marktanteil | Marktanteil     | Quellen |
| Datum                      | Gesamt    | 14 bis 49 Jahre | Gesamt      | 14 bis 49 Jahre | Quellen |
| -------------------------- | --------- | --------------- | ----------- | --------------- | ------- |
| 10. November 2004          | 2,63 Mio. | 1,52 Mio.       | 7,9 %       | 10,7 %          | [ 3 ]   |
| 17. November 2004          | 2,02 Mio. | 1,21 Mio.       | 6,0 %       | 8,4 %           | [ 4 ]   |
| 24. November 2004          | 2,47 Mio. | 1,62 Mio.       | 8,1 %       | 12,1 %          | [ 5 ]   |
| 1. Dezember 2004           | 3,19 Mio. | 1,99 Mio.       | 10,2 %      | 14,3 %          | [ 6 ]   |
| 8. Dezember 2004           | 2,78 Mio. | –               | –           | 12,3 %          | [ 7 ]   |
| 15. Dezember 2004          | –         | –               | –           | –               |         |
| 22. Dezember 2004 (Finale) | –         | –               | –           | –               |         |

Das Format wurde schließlich u. a. aufgrund abnehmender Zuschauerzahlen zunächst nicht fortgesetzt.

### Staffel 2
Im August 2013 gab RTL bekannt, dass es im Sommer 2014 zu einer Neuauflage unter dem Titel Die Bachelorette kommen wird. Die Staffel wurde vom 16. Juli bis zum 27. August 2014 ausgestrahlt. Zwei Wochen vor Beginn wurde die 26-jährige, aus Marktoberdorf stammende Musical-Darstellerin Anna Christiana Hofbauer als Bachelorette bekanntgegeben. Hofbauer war Ersatzkandidatin für das Model Susanne Schöne (Miss Sachsen 2003; seit Mai 2015 Moderatorin bei N24), die Ende März 2014 von der Vertragsunterzeichnung zurücktrat, da sie sich zwischenzeitlich liiert hatte. In der siebten der vorwiegend in Portugal gedrehten Folgen erhielt von 20 Männern der 26-jährige Marvin Albrecht, Geschäftsführer einer Werbeagentur und Model aus Düsseldorf, die letzte Rose. Hofbauer und Albrecht waren seitdem liiert und nahmen u. a. als Paar an der RTL-Tanz-Show Stepping Out teil, die sie gewannen. Im Februar 2017 gab Hofbauer während eines beruflichen Auslandsaufenthalts die Trennung bekannt. Mit dem Umzug von Berlin zu Albrecht nach Düsseldorf habe sie ihr eigenes Leben für ein Hausfrauendasein aufgegeben.
| Kandidat             | Alter | Wohnort    | Beruf                     | Verbleib nach der „Nacht der Rosen“ | Verbleib nach der „Nacht der Rosen“ | Verbleib nach der „Nacht der Rosen“ | Verbleib nach der „Nacht der Rosen“ | Verbleib nach der „Nacht der Rosen“ | Verbleib nach der „Nacht der Rosen“ | Verbleib nach der „Nacht der Rosen“ | Verbleib nach der „Nacht der Rosen“ |
| Kandidat             | Alter | Wohnort    | Beruf                     | 1                                   | 2                                   | 3                                   | 4                                   | 5                                   | 6                                   | 7                                   | 8                                   |
| -------------------- | ----- | ---------- | ------------------------- | ----------------------------------- | ----------------------------------- | ----------------------------------- | ----------------------------------- | ----------------------------------- | ----------------------------------- | ----------------------------------- | ----------------------------------- |
| Marvin Albrecht      | 26    | Düsseldorf | Leiter einer Werbeagentur |                                     |                                     |                                     |                                     |                                     |                                     |                                     |                                     |
| Tim Niesel           | 27    | Bonn       | Frisör                    |                                     |                                     |                                     |                                     |                                     |                                     |                                     |                                     |
| Thomas Reiher        | 33    | Hamburg    | Bauunternehmer            |                                     |                                     |                                     |                                     |                                     |                                     |                                     |                                     |
| Andreas Rühl         | 32    | München    | Vertriebsleiter           |                                     |                                     |                                     |                                     |                                     |                                     |                                     |                                     |
| Manuel Behle         | 32    | Dortmund   | CEO Handelsagentur        |                                     |                                     |                                     |                                     |                                     |                                     |                                     |                                     |
| Luke Ohm             | 28    | Hamburg    | Student                   |                                     |                                     |                                     |                                     |                                     |                                     |                                     |                                     |
| Aurelio Savina       | 36    | Gevelsberg | Stripper                  |                                     |                                     |                                     |                                     |                                     |                                     |                                     |                                     |
| Steffen Andreas      | 27    | Mainz      | Personalberater           |                                     |                                     |                                     |                                     |                                     |                                     |                                     |                                     |
| Antonio Majic        | 30    | Ravensburg | Ingenieur                 |                                     |                                     |                                     |                                     |                                     |                                     |                                     |                                     |
| Johannes Sommermeier | 37    | Berlin     | Arzt                      |                                     |                                     |                                     |                                     |                                     |                                     |                                     |                                     |
| Cornelis Steiner     | 26    | Hannover   | Student                   |                                     |                                     |                                     |                                     |                                     |                                     |                                     |                                     |
| Pascal Krauss        | 27    | Freiburg   | Kampfsportler             |                                     |                                     |                                     |                                     |                                     |                                     |                                     |                                     |
| Christian Rauch      | 31    | Berlin     | Flughafenmitarbeiter      |                                     |                                     |                                     |                                     |                                     |                                     |                                     |                                     |
| Thomas Buschkamp     | 24    | Tuttlingen | Kampfsportler             |                                     |                                     |                                     |                                     |                                     |                                     |                                     |                                     |
| Anil Kortajarena     | 24    | Essen      | Modedesigner              |                                     |                                     |                                     |                                     |                                     |                                     |                                     |                                     |
| Maik Seidel          | 34    | Curau      | Polizist                  |                                     |                                     |                                     |                                     |                                     |                                     |                                     |                                     |
| Alfredo Cannizzaro   | 36    | Köln       | Gastronom                 |                                     |                                     |                                     |                                     |                                     |                                     |                                     |                                     |
| Simon Weinert        | 22    | Ettlingen  | Automobilkaufmann         |                                     |                                     |                                     |                                     |                                     |                                     |                                     |                                     |
| Johannes Pychalow    | 29    | Stuttgart  | Handelsvertreter          |                                     |                                     |                                     |                                     |                                     |                                     |                                     |                                     |
| Tommy Z.             | 24    | Leipzig    | Bankkaufmann              |                                     |                                     |                                     |                                     |                                     |                                     |                                     |                                     |

- Der Kandidat erhielt in der „Nacht der Rosen“ eine Rose.
- Der Kandidat erhielt in der „Nacht der Rosen“ keine Rose und schied aus.

### Staffel 3

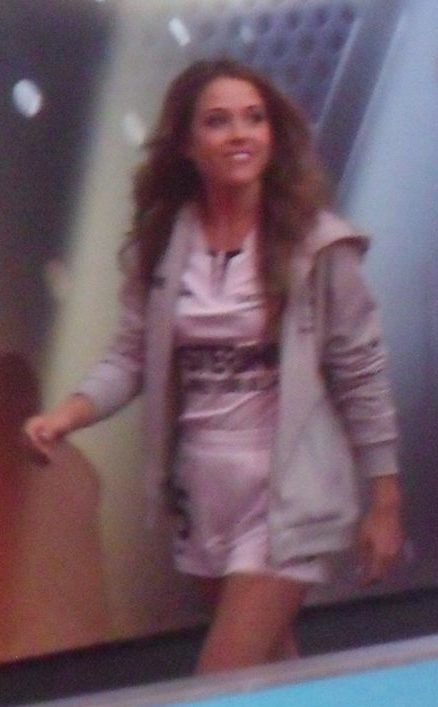
Alisa Persch, dritte Bachelorette, im April 2016 bei der ProSieben Völkerball Meisterschaft

Die dritte Staffel wurde in Portugal produziert und vom 8. Juli bis zum 26. August 2015 ausgestrahlt. Die Bachelorette Alisa Persch (* März 1988 in Limburg an der Lahn) hat einen indonesischen Großelternteil und 2015 ihr Lehramtsreferendariat in den Fächern Deutsch, Mathematik und Sport beendet. In Folge 6 traf sie die letzten vier Kandidaten in deren Zuhause und lernte Mutter, Eltern, Freund oder Schwester von ihnen kennen. Die Dreamdates in Folge 7 mit den drei verbliebenen Kandidaten fanden in Bangkok, Chiang Mai und Phuket in Thailand stand. Die beiden letzten Kandidaten trafen in Folge 8 die Eltern der Bachelorette. Mit dem Gewinner der letzten Rose, dem Personal Trainer Patrick Cuninka, war Persch mehrere Monate liiert.
| Kandidat                | Alter | Wohnort           | Beruf                                                     | Verbleib nach der „Nacht der Rosen“ | Verbleib nach der „Nacht der Rosen“ | Verbleib nach der „Nacht der Rosen“ | Verbleib nach der „Nacht der Rosen“ | Verbleib nach der „Nacht der Rosen“ | Verbleib nach der „Nacht der Rosen“ | Verbleib nach der „Nacht der Rosen“ | Verbleib nach der „Nacht der Rosen“ |
| Kandidat                | Alter | Wohnort           | Beruf                                                     | 1                                   | 2                                   | 3                                   | 4                                   | 5                                   | 6                                   | 7                                   | 8                                   |
| ----------------------- | ----- | ----------------- | --------------------------------------------------------- | ----------------------------------- | ----------------------------------- | ----------------------------------- | ----------------------------------- | ----------------------------------- | ----------------------------------- | ----------------------------------- | ----------------------------------- |
| Patrick Cuninka         | 24    | Unterhaching      | Personal Trainer, Ernährungsberater                       |                                     |                                     |                                     |                                     |                                     |                                     |                                     |                                     |
| Alexander Peplinski     | 29    | Magdeburg         | Selbstständiger Betriebswirt im Event-Bereich             |                                     |                                     |                                     |                                     |                                     |                                     |                                     |                                     |
| Philipp Stehler         | 27    | Berlin            | Model, RTL-Kleindarsteller (u. a. Berlin Models), Beamter |                                     |                                     |                                     |                                     |                                     |                                     |                                     |                                     |
| Mario Ringelmann        | 24    | Köln              | Personal Trainer, Model, Event-Manager                    |                                     |                                     |                                     |                                     |                                     |                                     |                                     |                                     |
| Hakan Kaveller          | 29    | Andernach         | Innenarchitekt, 2006 Dritter bei Der Container Exklusiv   |                                     |                                     |                                     |                                     |                                     |                                     |                                     |                                     |
| Jörg Petersen           | 29    | Schleswig         | Werbekaufmann                                             |                                     |                                     |                                     |                                     |                                     |                                     |                                     |                                     |
| Stefan Bischoff         | 34    | Windeck           | Stadtoberinspektor                                        |                                     |                                     |                                     |                                     |                                     |                                     |                                     |                                     |
| Florian Keck            | 27    | Regensburg        | Verkäufer                                                 |                                     |                                     |                                     |                                     |                                     |                                     |                                     |                                     |
| Gordon Senger           | 32    | Offenbach am Main | Kaufmännischer Angestellter                               |                                     |                                     |                                     |                                     |                                     |                                     |                                     |                                     |
| Frank „Katsche“ Wilhelm | 42    | Aurich            | Rettungsschwimmer, Fahrer, Lagerarbeiter                  |                                     |                                     |                                     |                                     |                                     |                                     |                                     |                                     |
| Kevin Borchers          | 24    | Hildesheim        | Student                                                   |                                     |                                     |                                     |                                     |                                     |                                     |                                     |                                     |
| Mathias Becker          | 39    | Berlin            | Geschäftsführer einer Immobilienfirma                     |                                     |                                     |                                     |                                     |                                     |                                     |                                     |                                     |
| Deniz                   | 27    | Bremen            | Pädagoge                                                  |                                     |                                     |                                     |                                     |                                     |                                     |                                     |                                     |
| Dennis                  | 36    | Hamburg           | Berater                                                   |                                     |                                     |                                     |                                     |                                     |                                     |                                     |                                     |
| Robbin Schoettler       | 34    | Berlin            | Inhaber eines Nagelstudios                                |                                     |                                     |                                     |                                     |                                     |                                     |                                     |                                     |
| Marvin Osei             | 20    | Lotte             | Student, Verkäufer                                        |                                     |                                     |                                     |                                     |                                     |                                     |                                     |                                     |
| Till Adam               | 26    | Kiel              | Bademeister                                               |                                     |                                     |                                     |                                     |                                     |                                     |                                     |                                     |
| Christian Weiskopf      | 26    | Solingen          | Kaufmännischer Angestellter                               |                                     |                                     |                                     |                                     |                                     |                                     |                                     |                                     |
| Daniel Mazzola          | 24    | Stuttgart         | Grafik-Designer, Musiker                                  |                                     |                                     |                                     |                                     |                                     |                                     |                                     |                                     |
| Lars Kückelhahn         | 29    | Peine             | Student                                                   |                                     |                                     |                                     |                                     |                                     |                                     |                                     |                                     |

- Der Kandidat erhielt in der „Nacht der Rosen“ eine Rose.
- Der Kandidat erhielt in der „Nacht der Rosen“ keine Rose und schied aus.
- Der Kandidat verließ die Sendung freiwillig.

### Staffel 4

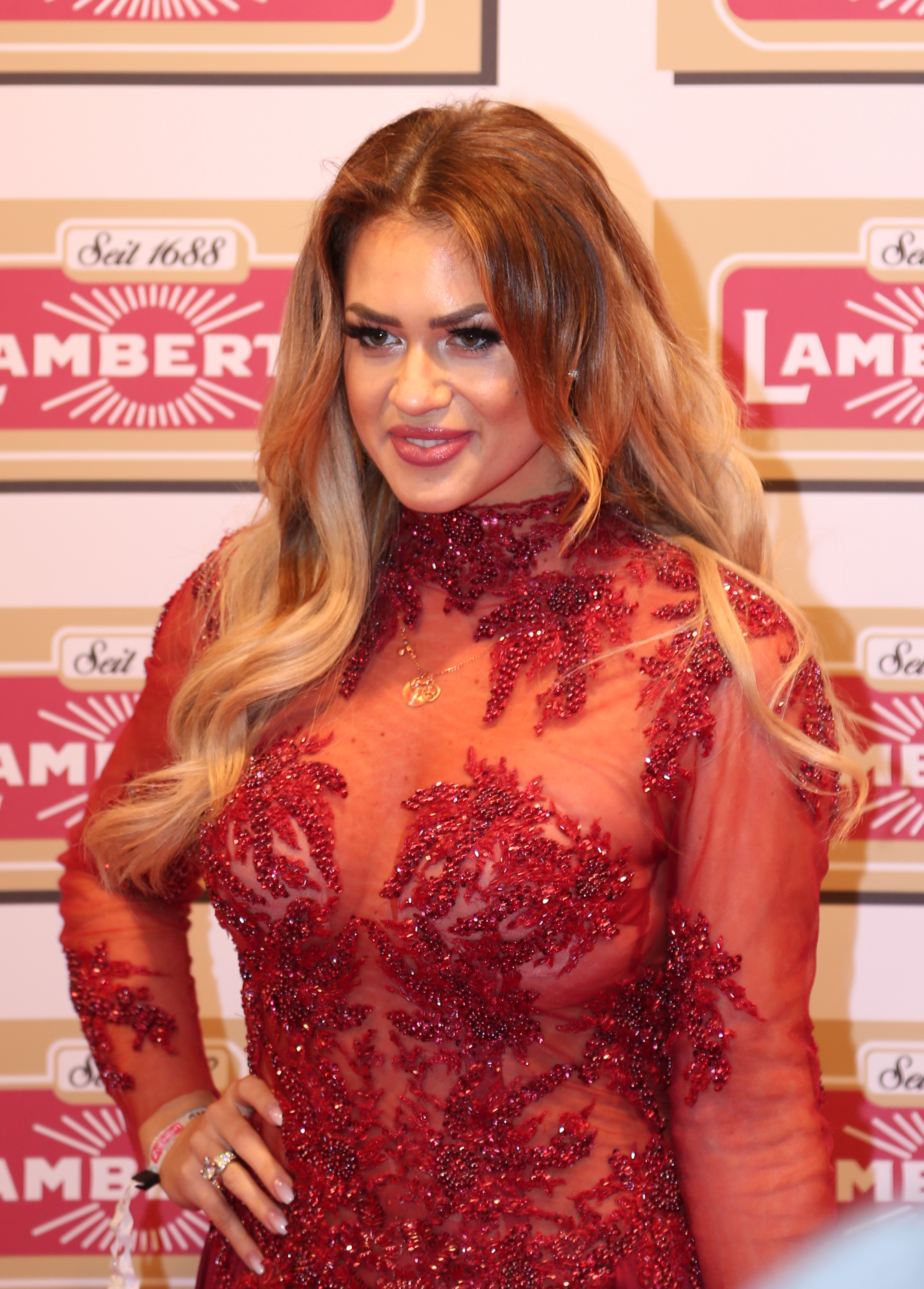
Jessica Paszka, vierte Bachelorette, im Januar 2017
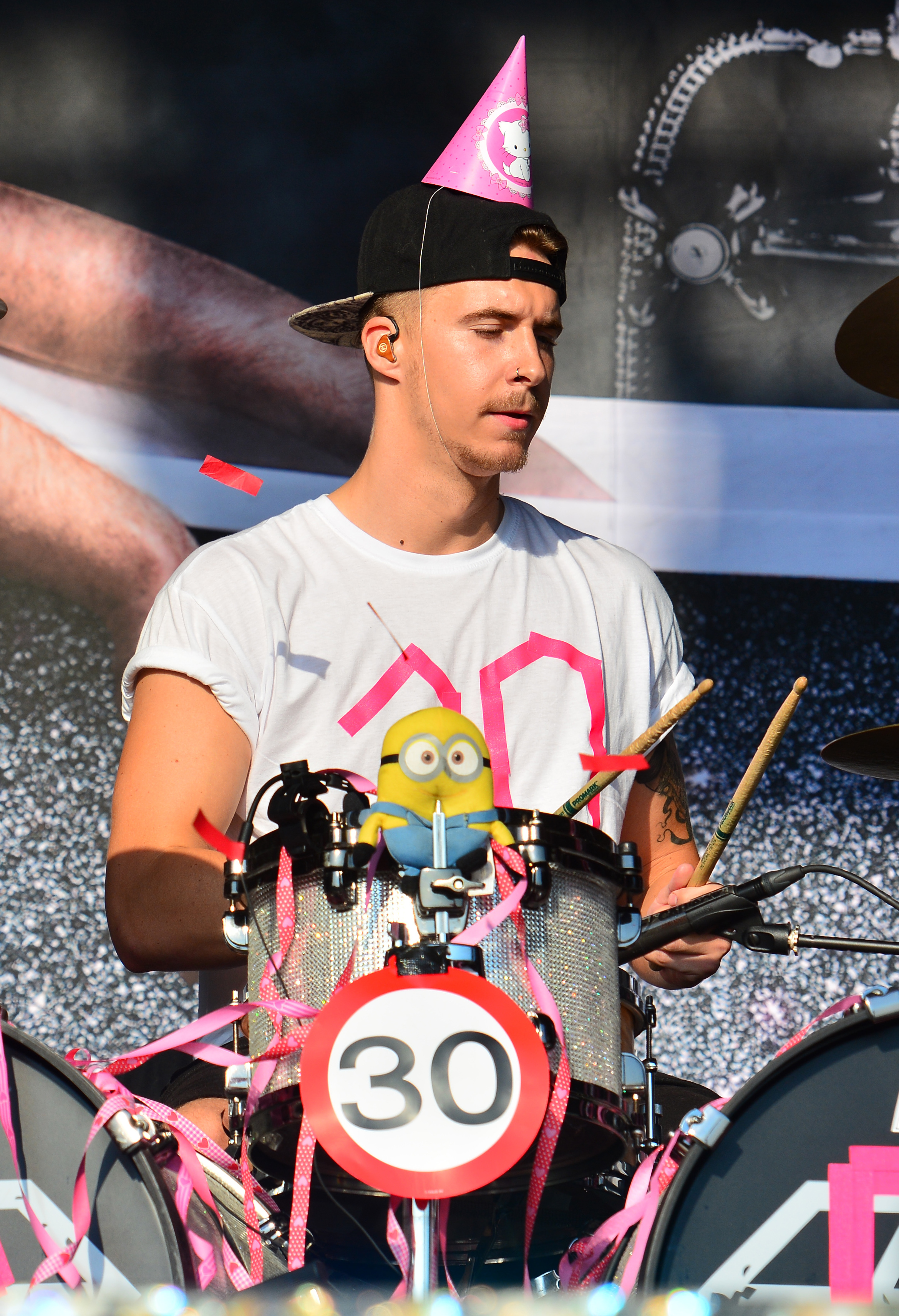
David Friedrich, Gewinner der letzten Rose, im August 2015

Die vierte Staffel, gegenüber den beiden letzten um eine Folge verkürzt, wurde vom 14. Juni bis zum 26. Juli 2017 ausgestrahlt. Die Bachelorette Jessica Paszka nahm 2014 an der vierten Staffel von Der Bachelor teil, in der sie den geteilten fünften Platz belegte. Die 27-Jährige empfing die 20 Männer in einer Villa im spanischen Marbella. In Folge 3 baten zwei Kandidaten, bei der Rosenvergabe nicht berücksichtigt zu werden, da Paszka nicht ihrem Typ entsprach. In Folge 7 fanden die Dreamdates auf Mauritius und zweimal in Südafrika statt, ehe nach einer ersten Rosenvergabe einer der letzten drei Kandidaten ausscheiden musste. Die beiden anderen lernten Paszkas Eltern kennen, ehe sie sich mit der letzten Rose für den Musiker David Friedrich entschied. Beide waren bis September 2017 liiert.
| Kandidat                 | Alter | Wohnort         | Beruf                                                                                              | Verbleib nach der „Nacht der Rosen“ | Verbleib nach der „Nacht der Rosen“ | Verbleib nach der „Nacht der Rosen“ | Verbleib nach der „Nacht der Rosen“ | Verbleib nach der „Nacht der Rosen“ | Verbleib nach der „Nacht der Rosen“ | Verbleib nach der „Nacht der Rosen“ | Verbleib nach der „Nacht der Rosen“ |
| Kandidat                 | Alter | Wohnort         | Beruf                                                                                              | 1                                   | 2                                   | 3                                   | 4                                   | 5                                   | 6                                   | 7                                   |                                     |
| ------------------------ | ----- | --------------- | -------------------------------------------------------------------------------------------------- | ----------------------------------- | ----------------------------------- | ----------------------------------- | ----------------------------------- | ----------------------------------- | ----------------------------------- | ----------------------------------- | ----------------------------------- |
| David Friedrich          | 27    | Moers           | Schlagzeuger der Metal-Band Electric Callboy                                                       |                                     |                                     |                                     |                                     |                                     |                                     |                                     |                                     |
| Johannes Haller          | 29    | Überlingen      | Außendienstmitarbeiter in der Baumaschinenbranche                                                  |                                     |                                     |                                     |                                     |                                     |                                     |                                     |                                     |
| Niklas Schröder          | 28    | Wallenhorst     | Plant italienisches Restaurant zu eröffnen                                                         |                                     |                                     |                                     |                                     |                                     |                                     |                                     |                                     |
| Sebastian Fobe           | 31    | Hannover        | Fitnesstrainer, Studioleiter                                                                       |                                     |                                     |                                     |                                     |                                     |                                     |                                     |                                     |
| Domenico de Cicco        | 34    | Gelnhausen      | Sachbearbeiter für Logistikmanagement                                                              |                                     |                                     |                                     |                                     |                                     |                                     |                                     |                                     |
| André Senft              | 28    | Herten          | Projektleiter im elterlichen Bauunternehmen                                                        |                                     |                                     |                                     |                                     |                                     |                                     |                                     |                                     |
| Arnold Till              | 24    | Hohenroth       | Werkzeugmechaniker                                                                                 |                                     |                                     |                                     |                                     |                                     |                                     |                                     |                                     |
| Marco Cerullo            | 28    | Koblenz         | Unternehmensberater in der Fitnessbranche, Model, Mister Rheinland-Pfalz 2017                      |                                     |                                     |                                     |                                     |                                     |                                     |                                     |                                     |
| Bastian „Basti“ Pauwels  | 34    | Mönchengladbach | Gästebetreuer auf einem Kreuzfahrtschiff                                                           |                                     |                                     |                                     |                                     |                                     |                                     |                                     |                                     |
| Michael „Michi“ Bauer    | 26    | Augsburg        | Model, Designer, Vize-Mister Germany 2015                                                          |                                     |                                     |                                     |                                     |                                     |                                     |                                     |                                     |
| Alexander Hosse          | 26    | Berlin          | Schornsteinfeger                                                                                   |                                     |                                     |                                     |                                     |                                     |                                     |                                     |                                     |
| Lukasz Wis               | 25    | Düsseldorf      | Student (Chemie und Geschichte auf Lehramt), Kellner, Barkeeper                                    |                                     |                                     |                                     |                                     |                                     |                                     |                                     |                                     |
| Manuel Scholl            | 29    | Würzburg        | Arzt (Chirurgie)                                                                                   |                                     |                                     |                                     |                                     |                                     |                                     |                                     |                                     |
| René Machals             | 33    | Warnemünde      | Augenoptiker                                                                                       |                                     |                                     |                                     |                                     |                                     |                                     |                                     |                                     |
| Jens                     | 25    | Saarbrücken     | Feuerwehrmann, Rettungssanitäter                                                                   |                                     |                                     |                                     |                                     |                                     |                                     |                                     |                                     |
| Martin                   | 25    | Karlsruhe       | Kundenberater bei einer Versicherung                                                               |                                     |                                     |                                     |                                     |                                     |                                     |                                     |                                     |
| Michael Boehm            | 25    | Köln            | Marktleiter einer Supermarktfiliale                                                                |                                     |                                     |                                     |                                     |                                     |                                     |                                     |                                     |
| Alexandre Cira           | 32    | Bonn            | Marktforscher                                                                                      |                                     |                                     |                                     |                                     |                                     |                                     |                                     |                                     |
| Julian Evangelos Diebold | 24    | Neuwied         | Student (Philosophie und Sport auf Lehramt), Vertretungslehrer und Sozialarbeiter, Mister NRW 2015 |                                     |                                     |                                     |                                     |                                     |                                     |                                     |                                     |
| Julian „Julez“ Sawatzki  | 26    | Hamm            | Trademarketing-Manager                                                                             |                                     |                                     |                                     |                                     |                                     |                                     |                                     |                                     |

- Der Kandidat erhielt in der „Nacht der Rosen“ eine Rose.
- Der Kandidat erhielt in der „Nacht der Rosen“ keine Rose und schied aus.
- Der Kandidat verließ die Sendung freiwillig.

### Staffel 5
Am 19. Juni 2018 gab RTL den Starttermin für die fünfte Staffel bekannt. Am 9. Juli wurde wie im Vorjahr als Bachelorette eine Kandidatin aus Der Bachelor präsentiert: die 32-jährige Studentin der Medien- und Kulturwissenschaften Nadine Klein aus Berlin, die in der achten Staffel einen geteilten achten Platz belegte. Vom 18. Juli bis zum 5. September 2018 wurde die auf Korfu gedrehte Staffel ausgestrahlt; die Dreamdates in der siebten der acht Folgen fanden auf den ABC-Inseln Aruba, Bonaire und Curaçao statt. Die Liaison von Klein mit dem Rosengewinner Alexander Hindersmann endete knapp zwei Monate nach dem Finale.
| Kandidat              | Alter | Wohnort                    | Beruf                                       | Verbleib nach der „Nacht der Rosen“ | Verbleib nach der „Nacht der Rosen“ | Verbleib nach der „Nacht der Rosen“ | Verbleib nach der „Nacht der Rosen“ | Verbleib nach der „Nacht der Rosen“ | Verbleib nach der „Nacht der Rosen“ | Verbleib nach der „Nacht der Rosen“ | Verbleib nach der „Nacht der Rosen“ |
| Kandidat              | Alter | Wohnort                    | Beruf                                       | 1                                   | 2                                   | 3                                   | 4                                   | 5                                   | 6                                   | 7                                   | 8                                   |
| --------------------- | ----- | -------------------------- | ------------------------------------------- | ----------------------------------- | ----------------------------------- | ----------------------------------- | ----------------------------------- | ----------------------------------- | ----------------------------------- | ----------------------------------- | ----------------------------------- |
| Alexander Hindersmann | 29    | Gammelby                   | Personal Trainer, Barkeeper                 |                                     |                                     |                                     |                                     |                                     |                                     |                                     |                                     |
| Daniel Lott           | 28    | Bad Saulgau                | Vertriebsingenieur                          |                                     |                                     |                                     |                                     |                                     |                                     |                                     |                                     |
| Filip Pavlović        | 24    | Hamburg                    | Fitnesstrainer                              |                                     |                                     |                                     |                                     |                                     |                                     |                                     |                                     |
| Brian Dwyer           | 27    | Sauerlach                  | Maler und Lackierer                         |                                     |                                     |                                     |                                     |                                     |                                     |                                     |                                     |
| Maxim Sachraj         | 29    | Hamburg                    | Model und Ingenieur                         |                                     |                                     |                                     |                                     |                                     |                                     |                                     |                                     |
| Chris Kunkel          | 28    | Hanau                      | Automobilkaufmann                           |                                     |                                     |                                     |                                     |                                     |                                     |                                     |                                     |
| Dave Rupp             | 33    | Völklingen                 | Gastronom                                   |                                     |                                     |                                     |                                     |                                     |                                     |                                     |                                     |
| Jorgo Alatsas         | 30    | Mannheim                   | Masterabsolvent                             |                                     |                                     |                                     |                                     |                                     |                                     |                                     |                                     |
| Edgar „Eddy“ Mock     | 27    | Neustadt an der Weinstraße | Tanz- und Fitnesstrainer                    |                                     |                                     |                                     |                                     |                                     |                                     |                                     |                                     |
| Kevin Pander          | 27    | Norderstedt                | Versicherungskaufmann                       |                                     |                                     |                                     |                                     |                                     |                                     |                                     |                                     |
| Rafi Rachek           | 28    | Köln                       | Personal Trainer                            |                                     |                                     |                                     |                                     |                                     |                                     |                                     |                                     |
| Stefan Gritzka        | 35    | Hannover                   | Steuerfachangestellter                      |                                     |                                     |                                     |                                     |                                     |                                     |                                     |                                     |
| Sören Altmann         | 33    | Hamburg                    | DJ                                          |                                     |                                     |                                     |                                     |                                     |                                     |                                     |                                     |
| Dennis Zrener         | 25    | Iffezheim                  | Tourismuskaufmann                           |                                     |                                     |                                     |                                     |                                     |                                     |                                     |                                     |
| Manuel Dichtl         | 38    | Frankfurt am Main          | Facharzt für Orthopädie und Unfallchirurgie |                                     |                                     |                                     |                                     |                                     |                                     |                                     |                                     |
| Jan Elsigk            | 24    | Saarbrücken                | Vertriebler in der Automobilbranche         |                                     |                                     |                                     |                                     |                                     |                                     |                                     |                                     |
| Andi Janzen           | 28    | Bielefeld                  | Kfz-Sachbearbeiter                          |                                     |                                     |                                     |                                     |                                     |                                     |                                     |                                     |
| Sascha Schmitz        | 39    | Tönisvorst                 | Werbefachmann                               |                                     |                                     |                                     |                                     |                                     |                                     |                                     |                                     |
| Kai Schrader          | 38    | Dortmund                   | Karriereberater                             |                                     |                                     |                                     |                                     |                                     |                                     |                                     |                                     |
| Vadim Vyskubov        | 27    | Weinheim                   | Export-Assistent                            |                                     |                                     |                                     |                                     |                                     |                                     |                                     |                                     |

- Der Kandidat erhielt in der „Nacht der Rosen“ eine Rose.
- Der Kandidat erhielt in der „Nacht der Rosen“ keine Rose und schied aus.
- Der Kandidat verließ die Sendung freiwillig.

### Staffel 6
Am 23. Mai 2019 gab RTL bekannt, dass die in Litauen aufgewachsene, 26-jährige Gerda Lewis, die 2018 an Germany’s Next Topmodel teilnahm, die Bachelorette verkörpert. Die in Griechenland gedrehte Staffel wurde vom 17. Juli 2019 bis zum 4. September 2019 ausgestrahlt. In Folge 6, den „Homedates“ lernte Lewis die Angehörige und Freunde der letzten vier Kandidaten kennen. Die „Dreamdates“ fanden in Folge 7 statt. In Folge 8 bekam Keno Rüst die letzte Rose überreicht. Wenige Wochen danach gab Lewis die freundschaftliche Trennung von ihm bekannt.
| Kandidat               | Alter | Wohnort              | Beruf                                  | Verbleib nach der „Nacht der Rosen“ | Verbleib nach der „Nacht der Rosen“ | Verbleib nach der „Nacht der Rosen“ | Verbleib nach der „Nacht der Rosen“ | Verbleib nach der „Nacht der Rosen“ | Verbleib nach der „Nacht der Rosen“ | Verbleib nach der „Nacht der Rosen“ | Verbleib nach der „Nacht der Rosen“ | Verbleib nach der „Nacht der Rosen“ |
| Kandidat               | Alter | Wohnort              | Beruf                                  | 1                                   | 2                                   | 3                                   | 4                                   | 5                                   | 6                                   | 7                                   | 8                                   | 9                                   |
| ---------------------- | ----- | -------------------- | -------------------------------------- | ----------------------------------- | ----------------------------------- | ----------------------------------- | ----------------------------------- | ----------------------------------- | ----------------------------------- | ----------------------------------- | ----------------------------------- | ----------------------------------- |
| Keno Rüst              | 28    | Düren                | Projektingenieur                       |                                     |                                     |                                     |                                     |                                     |                                     |                                     |                                     |                                     |
| Tim Stammberger        | 25    | Kirchheim unter Teck | Polizeibeamter                         |                                     |                                     |                                     |                                     |                                     |                                     |                                     |                                     |                                     |
| Marco Schmidt          | 26    | München              | Fitness- und Gesundheitstrainer        |                                     |                                     |                                     |                                     |                                     |                                     |                                     |                                     |                                     |
| David Taylor           | 24    | Erfurt               | Basketballprofi                        |                                     |                                     |                                     |                                     |                                     |                                     |                                     |                                     |                                     |
| Florian Hausdorfer     | 24    | Glödnitz             | Bürokaufmann                           |                                     |                                     |                                     |                                     |                                     |                                     |                                     |                                     |                                     |
| Serkan Yavuz           | 26    | Regensburg           | Student für Gebäudeklimatik            |                                     |                                     |                                     |                                     |                                     |                                     |                                     |                                     |                                     |
| Andreas Ongemach       | 27    | Wermelskirchen       | Außendienstmitarbeiter                 |                                     |                                     |                                     |                                     |                                     |                                     |                                     |                                     |                                     |
| Daniel Chytra          | 35    | Saalfelden           | Gleitschirm- und Drohnenpilot          |                                     |                                     |                                     |                                     |                                     |                                     |                                     |                                     |                                     |
| Oğuzhan „Oggy“ Baam    | 27    | Wesel                | Sporttherapeut                         |                                     |                                     |                                     |                                     |                                     |                                     |                                     |                                     |                                     |
| Alexander Hindersmann  | 31    | Gammelby             | Personal Trainer, Barkeeper            |                                     |                                     |                                     |                                     |                                     |                                     |                                     |                                     |                                     |
| Harald Kremer          | 35    | Euskirchen           | Finanzdienstleister                    |                                     |                                     |                                     |                                     |                                     |                                     |                                     |                                     |                                     |
| Luca Gottzmann         | 25    | Münster              | Agenturinhaber                         |                                     |                                     |                                     |                                     |                                     |                                     |                                     |                                     |                                     |
| Jonas Vonier           | 29    | Alpirsbach           | Mechatroniker                          |                                     |                                     |                                     |                                     |                                     |                                     |                                     |                                     |                                     |
| Matin Looden           | 30    | Freiburg             | Einrichtungsberater                    |                                     |                                     |                                     |                                     |                                     |                                     |                                     |                                     |                                     |
| Mahmoud „Mudi“ Sleiman | 28    | Osnabrück            | Maschinen- und Anlagenführer           |                                     |                                     |                                     |                                     |                                     |                                     |                                     |                                     |                                     |
| Fabiano Carrozzo       | 29    | Gondelsheim          | Gebietsleiter im Großhandel            |                                     |                                     |                                     |                                     |                                     |                                     |                                     |                                     |                                     |
| Yannic Dammaschk       | 22    | Aachen               | Student der Luft- und Raumfahrttechnik |                                     |                                     |                                     |                                     |                                     |                                     |                                     |                                     |                                     |
| Fabio Halbreiter       | 29    | München              | Headhunter                             |                                     |                                     |                                     |                                     |                                     |                                     |                                     |                                     |                                     |
| Christian Hesse        | 25    | Biedenkopf           | kaufmännischer Angestellter            |                                     |                                     |                                     |                                     |                                     |                                     |                                     |                                     |                                     |
| Jan Classen            | 27    | Aachen               | Betriebswirt                           |                                     |                                     |                                     |                                     |                                     |                                     |                                     |                                     |                                     |
| Sebastian Mansla       | 30    | Köln                 | Content Creator & Fitness Coach        |                                     |                                     |                                     |                                     |                                     |                                     |                                     |                                     |                                     |

- Der Kandidat erhielt in der „Nacht der Rosen“ eine Rose.
- Der Kandidat erhielt in der „Nacht der Rosen“ keine Rose und schied aus.
- Der Kandidat erhielt eine Rose in der „Nacht der Rosen“, lehnte diese jedoch ab.
- Der Kandidat verließ die Sendung freiwillig.

### Staffel 7
Als bisher jüngste Bachelorette wurde am 12. August 2020 die 24-jährige Melissa Damilia bekanntgegeben. Vom 14. Oktober bis zum 9. Dezember 2020 wurde die auf Kreta gedrehte Staffel ausgestrahlt. Bei den „Homedates“ in Folge 6 lernte Damilia die Familienmitglieder der letzten vier Teilnehmer kennen. Die „Dreamdates“ fanden in Folge 7 auf Santorin statt. In Folge 8 bekam Leander Sacher die letzte Rose überreicht. Ein knappes Jahr darauf, im November 2021, löschten sowohl Damilia als auch Sacher sämtliche gemeinsamen Fotos auf ihren Instagram-Accounts. Die Trennung des Paares bestätigten Sacher im Januar 2022 und Damilia im Februar 2022.
| Kandidat                 | Alter | Wohnort                 | Beruf                                           | Verbleib nach der „Nacht der Rosen“ | Verbleib nach der „Nacht der Rosen“ | Verbleib nach der „Nacht der Rosen“ | Verbleib nach der „Nacht der Rosen“ | Verbleib nach der „Nacht der Rosen“ | Verbleib nach der „Nacht der Rosen“ | Verbleib nach der „Nacht der Rosen“ | Verbleib nach der „Nacht der Rosen“ |
| Kandidat                 | Alter | Wohnort                 | Beruf                                           | 1                                   | 2                                   | 3                                   | 4                                   | 5                                   | 6                                   | 7                                   | 8                                   |
| ------------------------ | ----- | ----------------------- | ----------------------------------------------- | ----------------------------------- | ----------------------------------- | ----------------------------------- | ----------------------------------- | ----------------------------------- | ----------------------------------- | ----------------------------------- | ----------------------------------- |
| Leander Sacher           | 22    | Aachen                  | Geschäftsführer einer Kosmetikfirma             |                                     |                                     |                                     |                                     |                                     |                                     |                                     |                                     |
| Daniel Häusle            | 24    | Wien                    | Student                                         |                                     |                                     |                                     |                                     |                                     |                                     |                                     |                                     |
| Ioannis Amanatidis       | 30    | Viersen                 | Servicetechniker                                |                                     |                                     |                                     |                                     |                                     |                                     |                                     |                                     |
| Moritz Breuninger        | 31    | Darmstadt               | Unternehmensberater                             |                                     |                                     |                                     |                                     |                                     |                                     |                                     |                                     |
| Christian Möller         | 33    | Berlin                  | Akrobat                                         |                                     |                                     |                                     |                                     |                                     |                                     |                                     |                                     |
| Daniel Bayer             | 34    | Weiden in der Oberpfalz | Wirtschaftsingenieur                            |                                     |                                     |                                     |                                     |                                     |                                     |                                     |                                     |
| Daniel Gielniak          | 28    | Paderborn               | Maschineneinrichter                             |                                     |                                     |                                     |                                     |                                     |                                     |                                     |                                     |
| Daniel Mladjovic         | 31    | Berlin                  | Musikmanager                                    |                                     |                                     |                                     |                                     |                                     |                                     |                                     |                                     |
| Angelo Bianco            | 34    | Heidenheim an der Brenz | Sozialpädagoge                                  |                                     |                                     |                                     |                                     |                                     |                                     |                                     |                                     |
| Patrick Kohlstock        | 29    | München                 | Fitnesstrainer                                  |                                     |                                     |                                     |                                     |                                     |                                     |                                     |                                     |
| Sebastian Huget          | 33    | Hamburg                 | Triebwerkstechniker                             |                                     |                                     |                                     |                                     |                                     |                                     |                                     |                                     |
| Alexander „Alex“ Gérard  | 31    | Berlin                  | Fremdsprachenkorrespondent                      |                                     |                                     |                                     |                                     |                                     |                                     |                                     |                                     |
| Manuel Schmidt           | 25    | Kassel                  | Fitnesstrainer                                  |                                     |                                     |                                     |                                     |                                     |                                     |                                     |                                     |
| Maurice Grube            | 25    | Neuruppin               | Fitness- und Gesundheitstrainer                 |                                     |                                     |                                     |                                     |                                     |                                     |                                     |                                     |
| Saverio Patera           | 35    | Waiblingen              | Verkaufsberater im Außendienst                  |                                     |                                     |                                     |                                     |                                     |                                     |                                     |                                     |
| Alexander Golz           | 24    | Essen                   | Geschäftsführer einer Medien- und Markenagentur |                                     |                                     |                                     |                                     |                                     |                                     |                                     |                                     |
| Emre Özcan               | 30    | München                 | Barkeeper                                       |                                     |                                     |                                     |                                     |                                     |                                     |                                     |                                     |
| Florian Szupories        | 27    | Köln                    | Ernährungsberater                               |                                     |                                     |                                     |                                     |                                     |                                     |                                     |                                     |
| Rouven Silvio Engelhardt | 31    | Stuttgart               | Friseurmeister                                  |                                     |                                     |                                     |                                     |                                     |                                     |                                     |                                     |
| Adriano Pellerito        | 35    | Düsseldorf              | Unternehmer                                     |                                     |                                     |                                     |                                     |                                     |                                     |                                     |                                     |

- Der Kandidat erhielt in der „Nacht der Rosen“ eine Rose.
- Der Kandidat erhielt in der „Nacht der Rosen“ keine Rose und schied aus.

### Staffel 8
Am 25. Mai 2021 gab RTL bekannt, dass die 26-jährige Maxime Herbord, die bereits 2018 an der achten Staffel von Der Bachelor teilnahm, die Bachelorette verkörpert. Vom 14. Juli bis zum 15. September 2021 wurde die in Griechenland gedrehte Staffel ausgestrahlt. In Folge 9 bekam Raphael Fasching die letzte Rose. In Das große Wiedersehen gaben Herbord und Fasching bekannt, sich noch weiter kennenlernen zu wollen. Einen Monat später gingen beide getrennte Wege.
| Kandidat           | Alter | Wohnort      | Beruf                               | Verbleib nach der „Nacht der Rosen“ | Verbleib nach der „Nacht der Rosen“ | Verbleib nach der „Nacht der Rosen“ | Verbleib nach der „Nacht der Rosen“ | Verbleib nach der „Nacht der Rosen“ | Verbleib nach der „Nacht der Rosen“ | Verbleib nach der „Nacht der Rosen“ | Verbleib nach der „Nacht der Rosen“ | Verbleib nach der „Nacht der Rosen“ |
| Kandidat           | Alter | Wohnort      | Beruf                               | 1                                   | 2                                   | 3                                   | 4                                   | 5                                   | 6                                   | 7                                   | 8                                   | 9                                   |
| ------------------ | ----- | ------------ | ----------------------------------- | ----------------------------------- | ----------------------------------- | ----------------------------------- | ----------------------------------- | ----------------------------------- | ----------------------------------- | ----------------------------------- | ----------------------------------- | ----------------------------------- |
| Raphael Fasching   | 23    | Leopoldsdorf | Fotograf                            |                                     |                                     |                                     |                                     |                                     |                                     |                                     |                                     |                                     |
| Max Adrio          | 31    | Stuttgart    | Investmentberater                   |                                     |                                     |                                     |                                     |                                     |                                     |                                     |                                     |                                     |
| Zico Banach        | 30    | Köln         | Development Manager                 |                                     |                                     |                                     |                                     |                                     |                                     |                                     |                                     |                                     |
| Dominik Bobinger   | 30    | Donauwörth   | Projektleiter in der Baubranche     |                                     |                                     |                                     |                                     |                                     |                                     |                                     |                                     |                                     |
| Lars Maucher       | 24    | Zainingen    | Industriemechaniker, Fitnesstrainer |                                     |                                     |                                     |                                     |                                     |                                     |                                     |                                     |                                     |
| Julian Dannemann   | 27    | Hamburg      | Trader                              |                                     |                                     |                                     |                                     |                                     |                                     |                                     |                                     |                                     |
| Tony Lübke         | 30    | Rostock      | Polizeibeamter                      |                                     |                                     |                                     |                                     |                                     |                                     |                                     |                                     |                                     |
| Kevin Ullmann      | 27    | Hannover     | Unternehmer                         |                                     |                                     |                                     |                                     |                                     |                                     |                                     |                                     |                                     |
| Marcel Pfeifer     | 35    | Köln         | Entwicklungsingenieur               |                                     |                                     |                                     |                                     |                                     |                                     |                                     |                                     |                                     |
| Benedikt Pfisterer | 31    | Karlsruhe    | Key Account Manager                 |                                     |                                     |                                     |                                     |                                     |                                     |                                     |                                     |                                     |
| Kenan Engerini     | 35    | Wien         | Chemieingenieur                     |                                     |                                     |                                     |                                     |                                     |                                     |                                     |                                     |                                     |
| Lorik Bunjaku      | 24    | Mannheim     | Industriekaufmann                   |                                     |                                     |                                     |                                     |                                     |                                     |                                     |                                     |                                     |
| Jonathan Steinig   | 25    | Berlin       | Model                               |                                     |                                     |                                     |                                     |                                     |                                     |                                     |                                     |                                     |
| Maximilian Witt    | 25    | Köln         | Vertriebler im Außendienst          |                                     |                                     |                                     |                                     |                                     |                                     |                                     |                                     |                                     |
| Niko Ulanovsky     | 24    | Oberstdorf   | Eiskunstläufer und -trainer         |                                     |                                     |                                     |                                     |                                     |                                     |                                     |                                     |                                     |
| Leon Knudsen       | 33    | Hamburg      | Business Controller                 |                                     |                                     |                                     |                                     |                                     |                                     |                                     |                                     |                                     |
| Dario Carlucci     | 33    | München      | Key Account Manager, Model          |                                     |                                     |                                     |                                     |                                     |                                     |                                     |                                     |                                     |
| Robert Janjetov    | 26    | Berlin       | Industriemechatroniker              |                                     |                                     |                                     |                                     |                                     |                                     |                                     |                                     |                                     |
| Hendrik Luczak     | 33    | Hannover     | Key Account Manager                 |                                     |                                     |                                     |                                     |                                     |                                     |                                     |                                     |                                     |
| Gustav Masurek     | 32    | Paderborn    | Betriebsleiter in der Gastronomie   |                                     |                                     |                                     |                                     |                                     |                                     |                                     |                                     |                                     |
| Maurice Deufel     | 26    | Radolfzell   | Student (Wirtschaftsingenieurwesen) |                                     |                                     |                                     |                                     |                                     |                                     |                                     |                                     |                                     |
| Niko Cenk Bilic    | 30    | Berlin       | Mietwagenunternehmer                |                                     |                                     |                                     |                                     |                                     |                                     |                                     |                                     |                                     |

- Der Kandidat erhielt in der „Nacht der Rosen“ eine Rose.
- Der Kandidat erhielt in der „Nacht der Rosen“ keine Rose und schied aus.
- Der Kandidat verließ die Sendung freiwillig.

### Staffel 9
Am 18. Mai 2022 gab RTL die 30-jährige Schauspielerin Sharon Battiste als Bachelorette bekannt. Die in Thailand gedrehte Staffel wurde vom 15. Juni bis zum 28. Juli 2022 ausgestrahlt. In Folge 8 bekam Jan Hoffmann die letzte Rose. Mitte 2023 zog Battiste zu ihm nach Hannover, im Mai 2024 gab sie die Trennung bekannt.
| Kandidat               | Alter | Wohnort              | Beruf                              | Verbleib nach der „Nacht der Rosen“ | Verbleib nach der „Nacht der Rosen“ | Verbleib nach der „Nacht der Rosen“ | Verbleib nach der „Nacht der Rosen“ | Verbleib nach der „Nacht der Rosen“ | Verbleib nach der „Nacht der Rosen“ | Verbleib nach der „Nacht der Rosen“ | Verbleib nach der „Nacht der Rosen“ |
| Kandidat               | Alter | Wohnort              | Beruf                              | 1                                   | 2                                   | 3                                   | 4                                   | 5                                   | 6                                   | 7                                   | 8                                   |
| ---------------------- | ----- | -------------------- | ---------------------------------- | ----------------------------------- | ----------------------------------- | ----------------------------------- | ----------------------------------- | ----------------------------------- | ----------------------------------- | ----------------------------------- | ----------------------------------- |
| Jan Hoffmann           | 31    | Hannover             | Florist                            |                                     |                                     |                                     |                                     |                                     |                                     |                                     |                                     |
| Lukas Baltruschat      | 28    | Hamburg              | Personal Trainer                   |                                     |                                     |                                     |                                     |                                     |                                     |                                     |                                     |
| Steffen Vogeno         | 27    | Großenkneten         | Vertriebsbeauftragter              |                                     |                                     |                                     |                                     |                                     |                                     |                                     |                                     |
| Tom Bober              | 33    | Hamburg              | Logistiker                         |                                     |                                     |                                     |                                     |                                     |                                     |                                     |                                     |
| Alexandros Chouliaras  | 27    | Recklinghausen       | Unternehmer                        |                                     |                                     |                                     |                                     |                                     |                                     |                                     |                                     |
| Emanuell Weissenberger | 29    | München              | Personalvermittler                 |                                     |                                     |                                     |                                     |                                     |                                     |                                     |                                     |
| Umut Tekin             | 25    | Ravensburg           | Fertigungsmitarbeiter              |                                     |                                     |                                     |                                     |                                     |                                     |                                     |                                     |
| Dominik Hentschel      | 28    | Langweid am Lech     | Einzelhandelskaufmann              |                                     |                                     |                                     |                                     |                                     |                                     |                                     |                                     |
| Stas Kozlovich         | 28    | Saarbrücken          | Zauberkünstler und Model           |                                     |                                     |                                     |                                     |                                     |                                     |                                     |                                     |
| Hannes Münzer          | 23    | Hamburg              | Polizist                           |                                     |                                     |                                     |                                     |                                     |                                     |                                     |                                     |
| Basti Corsten          | 36    | Berlin               | Unternehmer                        |                                     |                                     |                                     |                                     |                                     |                                     |                                     |                                     |
| Tim Jessen             | 24    | Kirchheim unter Teck | Supply Chain Logistics Specialist  |                                     |                                     |                                     |                                     |                                     |                                     |                                     |                                     |
| Max Wilschrey          | 26    | Köln                 | Fußballer                          |                                     |                                     |                                     |                                     |                                     |                                     |                                     |                                     |
| Maurice Furkert        | 26    | Berlin               | Physiotherapeut                    |                                     |                                     |                                     |                                     |                                     |                                     |                                     |                                     |
| Philipp Krause         | 26    | Bad Segeberg         | Sport- und Fitnesskaufmann         |                                     |                                     |                                     |                                     |                                     |                                     |                                     |                                     |
| Yannick Syperek        | 27    | Mettmann             | Kellner                            |                                     |                                     |                                     |                                     |                                     |                                     |                                     |                                     |
| Moritz Krämer          | 26    | Karlsruhe            | Inhaber einer Versicherungsagentur |                                     |                                     |                                     |                                     |                                     |                                     |                                     |                                     |
| Tim Dinius             | 30    | Freiburg im Breisgau | Techniker und DJ                   |                                     |                                     |                                     |                                     |                                     |                                     |                                     |                                     |
| Tom Fröhlich           | 24    | Krefeld              | Fitness- und Gesundheitstrainer    |                                     |                                     |                                     |                                     |                                     |                                     |                                     |                                     |
| Dennis Felber          | 23    | Bad Soden-Salmünster | Online Fitness Coach               |                                     |                                     |                                     |                                     |                                     |                                     |                                     |                                     |
| Mohamed Aidi           | 36    | München              | Personal Trainer                   |                                     |                                     |                                     |                                     |                                     |                                     |                                     |                                     |
| Patrick Niebauer       | 35    | Fürth                | Bezirksleiter im Außendienst       |                                     |                                     |                                     |                                     |                                     |                                     |                                     |                                     |

- Der Kandidat erhielt in der „Nacht der Rosen“ eine Rose.
- Der Kandidat erhielt in der „Nacht der Rosen“ keine Rose und schied aus.
- Der Kandidat verließ die Sendung freiwillig.
- Der Kandidat schied bereits vor der „Nacht der Rosen“ aus.

### Staffel 10
Am 19. Mai 2023 stellte RTL die 27-jährige Content Creatorin Jennifer Saro (* 4. Januar 1996 in Straubing; bürgerlich Jennifer Rottmeier) als Bachelorette vor. 2017 nahm sie als Miss Bayern an der Wahl der Miss Germany teil. Sie lebte in Berlin, war seit fünf Jahren Single und wurde 2021 ungeplant bei einem Date schwanger. Den einjährigen Sohn und eine Freundin als Babysitterin nahm sie zu den Dreharbeiten in Thailand mit.
Die Staffel wurde vom 12. Juli bis 30. August 2023 ausgestrahlt und startete mit 18 Kandidaten. In Folge 2 und 3 stieß je ein weiterer hinzu. In Folge 7 kam es zu den „Dreamdates“ in Singapur; danach ging es für Saro und die letzten drei Rosenaspiranten zurück nach Phuket, wo sie auf Saros Mutter trafen. Das Finale sah die beiden letzten Einzeldates und die Rosenübergabe an Fynn Kunz. Im anschließenden „großen Wiedersehen“ waren Saro, das letzte Trio sowie Nawaz, Gencel und Hansen zugegen und blickten auf Szenen der Staffel zurück. Saro und Kunz gaben bekannt, in Berlin eine gemeinsame Wohnung zu suchen. Nach einem zweimonatigen Zusammenleben Ende 2023 erfolgte bei dem Paar wieder die räumliche, zu Jahresbeginn 2024 die endgültige Trennung.
| Kandidat        | Alter | Wohnort                | Beruf, Anmerkungen                                                                                               | Verbleib nach der „Nacht der Rosen“ | Verbleib nach der „Nacht der Rosen“ | Verbleib nach der „Nacht der Rosen“ | Verbleib nach der „Nacht der Rosen“ | Verbleib nach der „Nacht der Rosen“ | Verbleib nach der „Nacht der Rosen“ | Verbleib nach der „Nacht der Rosen“ | Verbleib nach der „Nacht der Rosen“ | Verbleib nach der „Nacht der Rosen“ |
| Kandidat        | Alter | Wohnort                | Beruf, Anmerkungen                                                                                               | 1                                   | 2                                   | 3                                   | 4                                   | 5                                   | 6                                   | 7                                   | 8                                   |                                     |
| --------------- | ----- | ---------------------- | --- | ----------------------------------- | ----------------------------------- | ----------------------------------- | ----------------------------------- | ----------------------------------- | ----------------------------------- | ----------------------------------- | ----------------------------------- | ----------------------------------- |
| Fynn Kunz       | 25    | Adendorf               | Influencer und Verkäufer, Teilnehmer bei Love Island 2021                                                        |                                     |                                     |                                     |                                     |                                     |                                     |                                     |                                     |                                     |
| Adrian Alian    | 27    | Aachen                 | Bürokaufmann, DSDS-Teilnehmer 2020 (Folge 5 – Casting)                                                           |                                     |                                     |                                     |                                     |                                     |                                     |                                     |                                     |                                     |
| Jesaia          | 27    | Stuttgart              | Vertriebler und Coach, Student (Wirtschaftspsychologie und Betriebswirtschaft), Teilnehmer bei Love is King 2022 |                                     |                                     |                                     |                                     |                                     |                                     |                                     |                                     |                                     |
| André           | 30    | Überlingen             | Key Account Manager                                                                                              |                                     |                                     |                                     |                                     |                                     |                                     |                                     |                                     |                                     |
| David Nawaz     | 25    | Langweiler             | Key Account Manager, Teilnehmer bei Take Me Out 2022                                                             |                                     |                                     |                                     |                                     |                                     |                                     |                                     |                                     |                                     |
| Markus          | 32    | Starnberg, Los Angeles | Schauspieler |                                     |                                     |                                     |                                     |                                     |                                     |                                     |                                     |                                     |
| Oguzhan Gencel  | 27    | Hamburg                | Fuhrparkleiter, Türkeistämmiger                                                                                  |                                     |                                     |                                     |                                     |                                     |                                     |                                     |                                     |                                     |
| Gianluca        | 27    | München                | Sport- und Gesundheitstrainer in einem Fitnessstudio, italienische Wurzeln                                       |                                     |                                     |                                     |                                     |                                     |                                     |                                     |                                     |                                     |
| Alexander Runow | 27    | Mannheim               | Koch, Teilnehmer bei First Dates Hotel 2022                                                                      |                                     |                                     |                                     |                                     |                                     |                                     |                                     |                                     |                                     |
| Jesper Hansen   | 24    | Hamburg                | Modedesigner und Stylist                                                                                         |                                     |                                     |                                     |                                     |                                     |                                     |                                     |                                     |                                     |
| Kaan            | 26    | Duisburg               | Fuhrparkmanager, Teilnehmer bei Take Me Out XXL 2022, türkeistämmig                                              |                                     |                                     |                                     |                                     |                                     |                                     |                                     |                                     |                                     |
| Oliver          | 31    | Berlin                 | Account Manager bei Start-up-Unternehmen                                                                         |                                     |                                     |                                     |                                     |                                     |                                     |                                     |                                     |                                     |
| Pedro           | 31    | Hamburg                | Sicherheitstechniker, gebürtiger Brasilianer                                                                     |                                     |                                     |                                     |                                     |                                     |                                     |                                     |                                     |                                     |
| Yannik          | 30    | Bad Brückenau          | Sportwissenschaftler                                                                                             |                                     |                                     |                                     |                                     |                                     |                                     |                                     |                                     |                                     |
| Baro Baroev     | 25    | Köln                   | Kaufmann für Büromanagement i. A., zuvor Bundeswehrsoldat, gebürtiger Georgier                                   |                                     |                                     |                                     |                                     |                                     |                                     |                                     |                                     |                                     |
| Kinan           | 26    | Berlin                 | Office Manager und Fitnesstrainer, Syrer (Flucht 2015)                                                           |                                     |                                     |                                     |                                     |                                     |                                     |                                     |                                     |                                     |
| Julian          | 38    | Düsseldorf             | Key Account Manager                                                                                              |                                     |                                     |                                     |                                     |                                     |                                     |                                     |                                     |                                     |
| Mike            | 27    | Hamburg                | Student, Schwimm- und Fitnesstrainer                                                                             |                                     |                                     |                                     |                                     |                                     |                                     |                                     |                                     |                                     |
| Thomas          | 29    | Langenhagen            | Vertriebler, Wurzeln in Vietnam                                                                                  |                                     |                                     |                                     |                                     |                                     |                                     |                                     |                                     |                                     |
| Tim             | 31    | Düsseldorf             | Mitarbeiter im Customer Service                                                                                  |                                     |                                     |                                     |                                     |                                     |                                     |                                     |                                     |                                     |

- Der Kandidat erhielt in der „Nacht der Rosen“ eine Rose.
- Der Kandidat erhielt in der „Nacht der Rosen“ keine Rose und schied aus.
- Der Kandidat verließ die Sendung freiwillig.

### Staffel 11
Am 19. April 2024 gab RTL bekannt, dass die 26-jährige Stella Stegmann aus München – Model, Content Creatorin und Fitnesstrainerin, Miss Oktober und Playmate des Jahres 2019 im deutschen Playboy sowie Teilnehmerin am Netflix-Format Too Hot to Handle: Germany – als erste bisexuelle Bachelorette sowohl Männer als auch Frauen in der Sendung daten wird. (Eine bisexuelle Protagonistin suchte  bereits in der 2007 auf MTV ausgestrahlten Dating-Show A Shot at Love with Tila Tequila ihren Partner unter beiden Geschlechtern.) Gedreht wurde zum dritten Mal nacheinander in Thailand. Die Ausstrahlung der Staffel erfolgt im Gegensatz zu bisher nur kostenpflichtig auf RTL+, um, so RTL, „dort das Angebot an exklusiven Inhalten auszubauen“. Nachdem alle bisherigen Staffeln mittwochs ausgestrahlt wurden, startete Staffel 11 am Montag, den 26. August 2024, mit einer Doppelfolge. Kurz zuvor kündigte RTL an, diese beiden Folgen drei Wochen später auch im Free-TV zu zeigen. 15 Männer trafen in vier Gruppen ein. Beim Kennenlernen musste die Bachelorette über eine Rosenvergabe aus drei der Gruppen jeweils einen Mann nach Hause schicken. In Folge 2 begrüßte sie eine lesbische und 4 bisexuelle Frauen. In Folge 11 standen die vier „Homedates“ an. Nach jeweils zwei Dates war unter dem Bewerberduo eine Rose zu vergeben. Die letzte verbliebene Kandidatin stieg jedoch vorab aus. Mit den letzten beiden Aspiranten gab es vor der finalen Wahl ein Einzeldate. Die letzte Rose erhielt Devin Dayan.
In Aftershow – der Reality-TV-Podcast bei RTL+ und in Punkt 8 vom 5. November 2024 gaben Stegmann und Dayan an, aktuell kein Paar zu sein. Sie hätten es versucht, sich aber im Sommer getrennt. Es hätte sich durch die Wunschvorstellung, nach dem Finale sofort eine perfekte und harmonische Beziehung zu führen, Druck aufgebaut. Zudem konnte sich Stegmann auch eine offene Beziehung vorstellen, wodurch bei Dayan Emotionen wieder zurückgingen. Sie seien aber weiterhin in Kontakt.
| Kandidat                | Alter | Wohnort              | Beruf, Anmerkungen                                                            | Verbleib nach der „Nacht der Rosen“ 1 | Verbleib nach der „Nacht der Rosen“ 1 | Verbleib nach der „Nacht der Rosen“ 1 | Verbleib nach der „Nacht der Rosen“ 1 | Verbleib nach der „Nacht der Rosen“ 1 | Verbleib nach der „Nacht der Rosen“ 1 | Verbleib nach der „Nacht der Rosen“ 1 | Verbleib nach der „Nacht der Rosen“ 1 | Verbleib nach der „Nacht der Rosen“ 1 | Verbleib nach der „Nacht der Rosen“ 1 | Verbleib nach der „Nacht der Rosen“ 1 | Verbleib nach der „Nacht der Rosen“ 1 |    |
| Kandidat                | Alter | Wohnort              | Beruf, Anmerkungen                                                            | 1                                     | 2                                     | 3                                     | 4                                     | 5                                     | 6                                     | 7                                     | 8                                     | 9                                     | 10                                    | 11                                    | 12                                    | 12 |
| ----------------------- | ----- | -------------------- | ----------------------------------------------------------------------------- | ------------------------------------- | ------------------------------------- | ------------------------------------- | ------------------------------------- | ------------------------------------- | ------------------------------------- | ------------------------------------- | ------------------------------------- | ------------------------------------- | ------------------------------------- | ------------------------------------- | ------------------------------------- | -- |
| Devin Dayan             | 28    | Stadthagen           | Sales Manager                                                                 | A                                     |                                       |                                       |                                       |                                       |                                       |                                       |                                       |                                       |                                       | A                                     |                                       |    |
| Edgar „Ferry“ Pall      | 29    | Hamburg              | Rapper (The Ji), ungarische Wurzeln                                           |                                       | A                                     |                                       |                                       |                                       |                                       |                                       |                                       |                                       |                                       | A                                     |                                       |    |
| Martin Michelius        | 35    | Mering               | Fitnessunternehmer, Hyrox-Weltmeister                                         | A                                     |                                       |                                       |                                       |                                       |                                       |                                       |                                       |                                       |                                       | A                                     |                                       |    |
| Leila Zillmann          | 27    | Hamburg              | Sozialarbeiterin und Ernährungsberaterin                                      |                                       |                                       |                                       |                                       |                                       |                                       |                                       |                                       |                                       |                                       | A                                     |                                       |    |
| Erik                    | 30    | Berlin               | Sales & Marketing Manager                                                     | A                                     |                                       |                                       |                                       |                                       |                                       |                                       |                                       |                                       |                                       |                                       |                                       |    |
| Jan                     | 34    | Hamburg              | Feuerwehrmann                                                                 | A                                     |                                       |                                       |                                       |                                       |                                       |                                       |                                       |                                       |                                       |                                       |                                       |    |
| Akosua Rosenbach        | 21    | Hamburg              | Zahnarzthelferin, Halbghanaerin                                               |                                       |                                       |                                       |                                       |                                       |                                       |                                       |                                       |                                       |                                       |                                       |                                       |    |
| Emma                    | 21    | Hamburg              | Servicemitarbeiterin                                                          |                                       |                                       |                                       |                                       |                                       |                                       |                                       |                                       |                                       |                                       |                                       |                                       |    |
| Mustafa „Musty“ Yilmaz  | 30    | Hannover             | Kaufmann für Versicherungen und Finanzen                                      |                                       |                                       |                                       |                                       |                                       |                                       |                                       |                                       |                                       |                                       |                                       |                                       |    |
| Luna                    | 33    | Wien                 | Eventmanagerin und Content Creatorin, Teilnehmerin bei First Dates Hotel 2024 |                                       |                                       |                                       |                                       |                                       |                                       |                                       |                                       |                                       |                                       |                                       |                                       |    |
| Aysun Osman             | 24    | Mannheim             | Rettungssanitäterin und Barkeeperin, Teilnehmerin bei Princess Charming 2023  |                                       |                                       |                                       |                                       |                                       |                                       |                                       |                                       |                                       |                                       |                                       |                                       |    |
| Smith „Schmitti“ Boakye | 23    | Stuttgart            | Lokführer                                                                     |                                       |                                       |                                       |                                       |                                       |                                       |                                       |                                       |                                       |                                       |                                       |                                       |    |
| Markus Gebauer          | 32    | Süßen                | Fitnessunternehmer                                                            | A                                     |                                       |                                       |                                       | A                                     |                                       |                                       |                                       |                                       |                                       |                                       |                                       |    |
| Max Mißlinger           | 33    | Kröning              | Kaufmann im Groß- und Außenhandel, Teilnehmer bei First Dates Hotel 2024      |                                       | A                                     |                                       |                                       | A                                     |                                       |                                       |                                       |                                       |                                       |                                       |                                       |    |
| Aaron                   | 31    | Berlin               | Sozialarbeiter                                                                |                                       | A                                     |                                       |                                       |                                       |                                       |                                       |                                       |                                       |                                       |                                       |                                       |    |
| Bennett Bacher          | 27    | Dortmund             | Soldat, Teilnehmer bei Temptation Island VIP 2022                             |                                       |                                       |                                       |                                       |                                       |                                       |                                       |                                       |                                       |                                       |                                       |                                       |    |
| Fabian                  | 33    | Dortmund             | Standortleiter                                                                |                                       |                                       |                                       |                                       |                                       |                                       |                                       |                                       |                                       |                                       |                                       |                                       |    |
| Peter Ebertz            | 36    | Erding               | Softwareentwickler                                                            |                                       | A                                     |                                       |                                       |                                       |                                       |                                       |                                       |                                       |                                       |                                       |                                       |    |
| Brian                   | 24    | Saint-Raphaël        | Zeitsoldat und Unternehmer                                                    | A                                     |                                       |                                       |                                       |                                       |                                       |                                       |                                       |                                       |                                       |                                       |                                       |    |
| Łukasz Urbaniak         | 29    | Osterholz-Scharmbeck | Maschinentechniker                                                            | A                                     |                                       |                                       |                                       |                                       |                                       |                                       |                                       |                                       |                                       |                                       |                                       |    |

Der Kandidat erhielt in der „Nacht der Rosen“ eine Rose.
A  Der Kandidat erhielt außerhalb der „Nacht der Rosen“ eine Rose.
Der Kandidat erhielt in der „Nacht der Rosen“ keine Rose und schied aus.
A  Der Kandidat erhielt außerhalb der „Nacht der Rosen“ keine Rose und schied aus.
_  Der Kandidat musste sich keiner Rosenvergabe stellen.
_  Kandidatin
Der Kandidat verließ die Sendung freiwillig.
A  Die Kandidatin verließ die Sendung vor einer Rosenvergabe außerhalb der „Nacht der Rosen“ freiwillig.

## Mediale Rezeption
- Aurelio Savina, Fünftplatzierter der 2. Staffel, war 2015 Teilnehmer der Reality-Show Ich bin ein Star – Holt mich hier raus! und 2017 bei Das Sommerhaus der Stars – Kampf der Promipaare.
- Alisa Persch, Bachelorette der 3. Staffel, bildete 2016 und 2017 bei der großen ProSieben Völkerball Meisterschaft mit dem Vorgenannten, zwei Bachelors und zwei Bachelor-Kandidatinnen das Team „Bachelor“.
- Philipp Stehler, Drittplatzierter der 3. Staffel, schied im Juli 2016 bei Ninja Warrior Germany früh aus. Von 2020 bis 2022 gehörte er zur Stammbesetzung von K11 – Die neuen Fälle.
- Jessica Paszka, Bachelorette der vierten Staffel, entkleidete sich für die August-Ausgabe des Jahres 2017 des Playboys.[99] 2018 nahm sie an Let’s Dance teil.
- David Friedrich, Gewinner der 4. Staffel, war 2018 Teilnehmer von Ich bin ein Star – Holt mich hier raus! und belegte dort den vierten Platz.
- Johannes Haller, Zweitplatzierter der 4. Staffel, war 2018 Teilnehmer bei Promi Big Brother und 2019 bei Das Sommerhaus der Stars – Kampf der Promipaare.
- Filip Pavlović, Drittplatzierter der 5. Staffel, hat 2021 den ersten Platz bei Ich bin ein Star – Die große Dschungelshow belegt und sich damit für die Teilnahme an der 15. Staffel Ich bin ein Star – Holt mich hier raus! qualifiziert, in welcher er am 6. Februar 2022 zum Dschungelkönig gewählt wurde.